# アルカンタラの医者
アルカンタラの医者(The Doctor of Alcantara)はユリウス・アイヒベルク作曲の2幕の英語オペレッタ（あるいはオペラ・ブッファ、ミュージカル）。リブレットはベンジャミン・エドワード・ウルフ(Benjamin Edward Woolf)
。1862年4月7日にボストン博物館で初演され、1866年5月28日からニューヨークのテアトル・フランセ(Théâtre français)で上演された。

## 参考資料
- The First American Musical: “The Doctor of Alcantara” (1862) - OPERETTA RESEARCH CENTER(英語)
- The Doctor of Alcantara | MusicalTheatreResourceCenter(英語)